# Vodárna na Hladnově
Vodárna na Hladnově ve Slezské Ostravě byla postavena v letech 1908–1909 podle projektu Jaroslava Volence (1877, Podhořany u Čáslavi – po 1957, Praha). Stavbu provedla místní firma E. Vojtek a K. Rossmann. Vodárenskou věž s hasičskou zbrojnicí pojal ve formě oktogonu, k němuž se pojí hranolová věž se schodištěm a rozhlednou. Nádrže se nacházely v suterénu a v nejvyšším patře. Vnější plášť pojednal v duchu geometrické secese, jen schodiště a vrchol věže, sloužící jako rozhledna, byly řešeny náročněji. Dobové tvarosloví se projevilo i v oplocení a především ve vnějším dvojramenném schodišti. 

## Keramická reliéfní kašna
V opěrné zdi schodiště byla osazena keramická reliéfní kašna na námět Žena nad pramenem z ateliéru pražského sochaře Stanislava Suchardy a jeho bratra Vojtěcha. Jde o ostravskou variantu kašny na nároží spolkového křídla prostějovského Národního domu podle návrhu Jana Kotěry, vyzdobený za účasti předních pražských umělců (Jana Preislera, Stanislava Suchardy, Františka Kysely a dalších). Tento artefakt byl nejvýznamnějším uměleckým detailem ostravské stavby a zároveň jde o doklad emancipačních projevů. Reliéf lze chápat jako obraz nespoutaného života a znovuzrození, jako metaforu emancipace žen a přeneseně i českého národa, což v případě tehdejší Polské Ostravy odpovídalo skutečnosti dokonce více než v Prostějově.

## Rekonstrukce stavby
První rekonstrukce (přestavba schodiště a vrcholu věže) proběhla ve 20. letech 20. století. Završení věže tehdy dostalo podobu pagodovitého kuboexpresionistického nástavce. V 60. letech 20. století převzaly její funkci nedaleké nové zásobníky. V roce 1973 byla otevřením sauny a restaurace Panorama završena přestavba bývalé vodárny na její novou funkci podle projektu z roku 1970, který vypracoval Jiří Gwuzd ve spolupráci s Václavem Šafářem (interiér). Zvnějšku se úprava projevila přeformováním okenních otvorů, fasád a obložením restauračního patra dřevěnými deskami. Z technického zařízení nezůstalo zachováno nic, vodárna si ponechala zčásti svou hmotu a siluetu. Koncem srpna 1987 pracovníci Útvaru hlavního architekta sňali horní část Suchardova reliéfu těsně před demolicí vnějšího dvojramenného schodiště. Reliéf byl však uchován pro případné nové osazení.

## Od 90. let 20. století
Na základě staršího návrhu byla věž teprve v roce 1992 prohlášena kulturní památkou. Šlo však již o soukromý objekt. Tehdejší majitel z objektu odvezl veškeré vybavení a restauraci uzavřel. Dnešní majitel využívá stavbu pro umístění antén pro potřeby telekomunikací a šíření internetu. Snaha o nevhodné přestavby (např. proražení dalších okenních otvorů, vybudování masivního anténového nástavce na věži a prolomení nového vstupu v místech, kde se nalézá torzo Suchardovy kašny a dvojramenného schodiště) byla pozastavena na dobu neurčitou. Poté ztratila stavba i svou funkci vyhlídky, neboť v jeho těsném sousedství vznikl sedmipatrový bytový komplex a vodárenská věž tak definitivně zmizela z panoramatu Slezské Ostravy.